# Suginčiai
Suginčiai è una città del distretto di Molėtai, della contea di Utena, nell’est della Lituania. Secondo un censimento del 2011, la popolazione ammonta a 426 abitanti.
Costituisce il centro di riferimento dell’omonima seniūnija.

## Storia

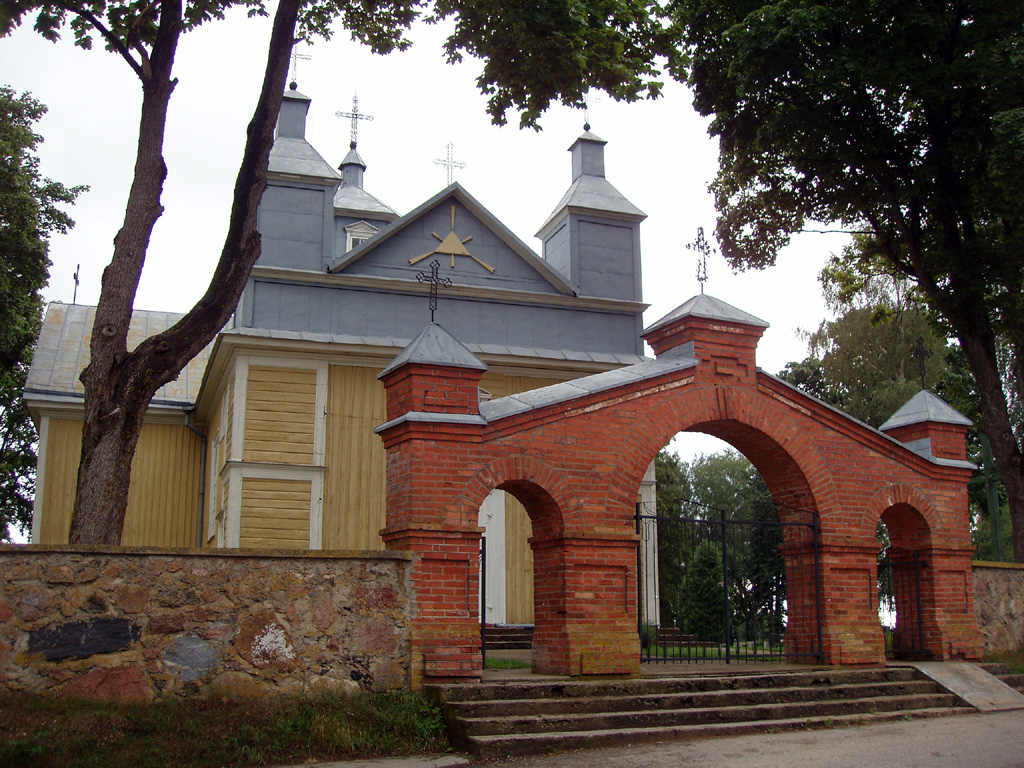
Chiesa cittadina

Suginčiai è citata per la prima volta da atti ufficiali nel 1554. Jonas Šolkovskis, signorotto locale e possessore del maniero del centro urbano, lo vendette nel 1740 a Mikalojus Petkevičius, giudice dell’allora distretto di Ukmergė, più precisamente di Mazeikiškės (oggi fa parte della contea di Utena). 
Si hanno notizie di vari passaggi di proprietà fino alla fine dell’800. 
Durante la prima guerra mondiale, un grave incendio divampò bruciando gran parte dell’insediamento: tuttavia, nonostante si tratti di un evento relativamente recente in termini di tempo storico, non abbiamo fonti certe sul momento e sulle cause precise della sciagura, se non qualche rara testimonianza.